# 隠亡

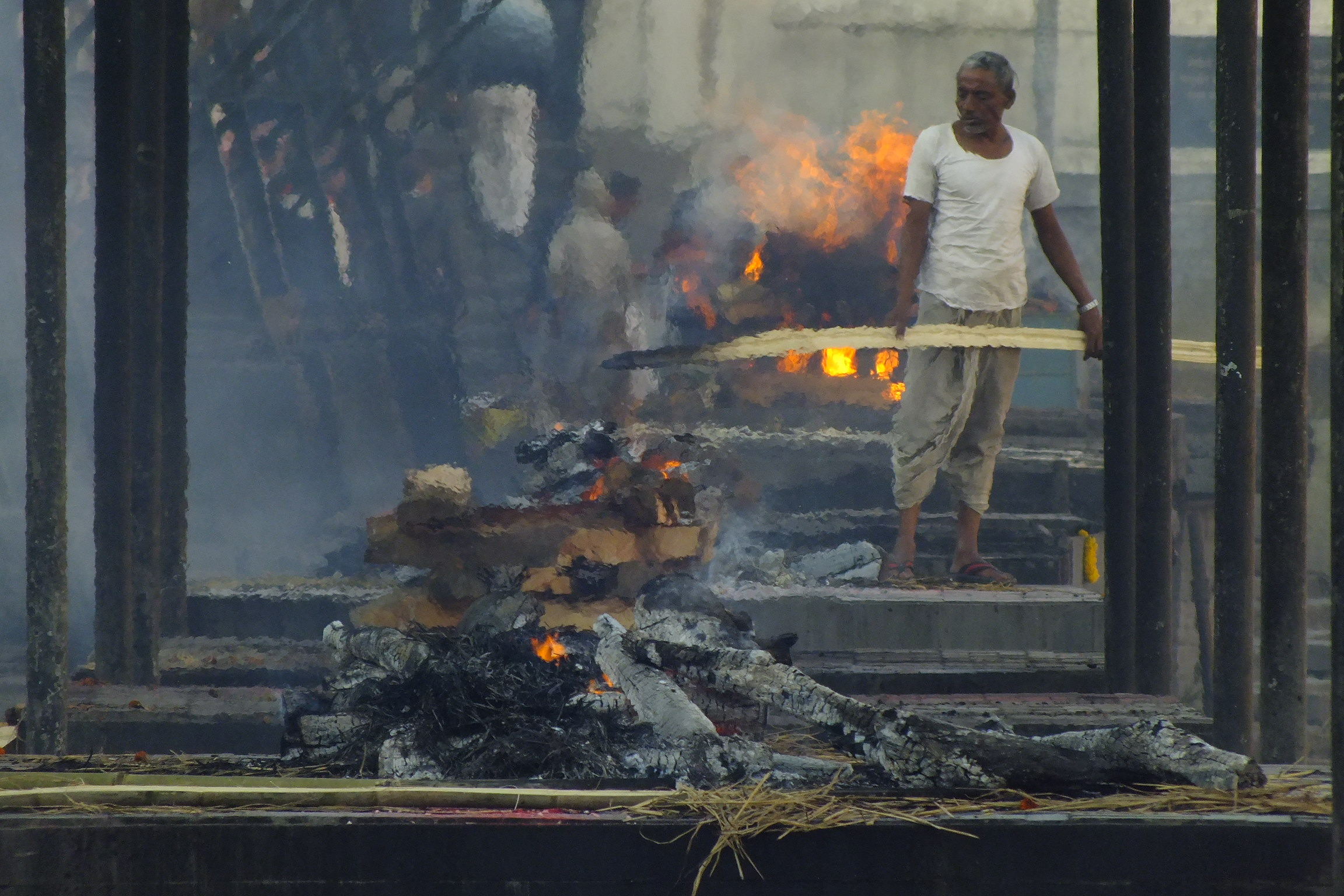
ネパールの火葬場パシュパティナートの隠亡。ネパールではカースト制が今なお存在し、親の職業を子が引き継ぐ。

隠亡（おんぼう）は、日本史上において、火葬場で死者の遺体を荼毘に付し、墓地を守ることを業とした者を指す語。「隠坊」「御坊」「煙亡」とも表記し、地域により「オンボ」と呼ぶこともある。「薗坊」とも。もとは、下級僧侶の役目であり、「御坊」が転じたものと考えられている。
江戸時代には賤民身分扱いされていたことや、一昔前まで、この職業は現在で言う被差別部落出身者が大半だったため、軽蔑的な意味合いを帯びたことも多く、現在は差別用語とされて用いられなくなっている。代替語として一般には、「斎場職員」もしくは「火夫」（かふ）が使用されている。

## 歴史
隠亡は、中世から江戸時代までは、穢多や非人とはまた異なった賤民階級として扱われ、寺院や神社において、周辺部の清掃や墓地の管理、特に持ち込まれた死体の処理などに従事する下男とされていた。
本居内遠の『賤者考』には、「房（坊）は法師、煙法師と書くべきであり、下火は僧のすべきことで、古くは皆、徳行ある法師に付せしことなり」と記されている。過去には、現在の三重県中西部にあたる伊賀地方では隠坊を「土師」と書き「ハチ」と称していた。また岡山県西部にあたる備中地方では、隠亡は死者の取り扱いと非人番などを担当していた。彼らは正月には村内へ茶筅を配り歩くため「茶筅」とも呼ばれ、竹細工のほか渡し守をしているものもあった。水呑百姓より下位の階級に置かれ、賤民とともに差別されて一般農民との婚姻も禁止されていた。関東地方の番太と同様、村内の見張番なども担当していた。

## 隠亡を題材にした作品
- つげ義春『不思議な手紙』（1959年2月）
- 坂田靖子『伊平次とわらわ』（1996年3月）

## 隠亡を連想させる調理法
- 隠亡焼き - 炭火に食材を直接置く調理法（落語演目『目黒のさんま』に登場する）[4]